# Роговой, Владимир Абрамович
Влади́мир Абра́мович (Авраа́мович) Рогово́й (5 февраля 1923, Киев, СССР — 20 февраля 1983, Москва) — советский и российский кинорежиссёр и директор фильма, заслуженный деятель искусств РСФСР (1980). Самый известный фильм, снятый им — «Офицеры».

## Биография
Родился 5 февраля 1923 года в Киеве в еврейской семье. Семья Роговых до начала Великой Отечественной войны переехала в Ижевск. Владимир учился в школе № 24 и жил в доме на углу Советской и Коммунаров. Отец Авраам Роговой был терапевтом, работал в Мединституте (сейчас ИГМА), его супруга Мария Державец возглавляла детскую клинику. Их сын Марк стал травматологом, профессором института ЦИТО. А второй сын — Володя — не пошёл по стопам родителей, ему всегда нравилось искусство. В 1940 году, по окончании средней школы, он был зачислен актером в Театр музыкальной комедии в Ижевске, в котором служил до момента призыва в Красную армию в марте 1942 года. В войне участвовал и его отец (он работал в госпиталях).
Владимир Роговой — член ВКП(б) с 1944 года. В годы Великой Отечественной войны организатор самодеятельности 18-й стрелковой дивизии. После демобилизации в 1945 году вернулся в Театр музыкальной комедии в Ижевске. Через год поступил на экономический факультет ВГИКа, который окончил в 1950 году. Работал директором картин, вторым режиссёром у М. С. Донского, И. М. Анненского, И. А. Фрэза и других известных режиссёров ЦКДЮФ имени М. Горького.
В память о проведённом в Ижевске детстве часто устраивал премьеры своих фильмов в этом городе.
В 1966—1968 годах — режиссёр киностудии «Беларусьфильм».
С 1968 года — режиссёр-постановщик ЦКДЮФ имени М. Горького.
Умер Владимир Абрамович Роговой от сердечного приступа 20 февраля 1983 года на 61-м году жизни. Похоронен в Москве на Кунцевском кладбище.

### Семья
Жена — Татьяна Ивановна Роговая (1930—2005), была секретарем директора московского Дома кино.
- Сын — Михаил Роговой (12.03.1956—10.01.2019), режиссёр, сценарист и оператор документальных фильмов.

## Награды
- 1980 — заслуженный деятель искусств РСФСР
- медали
- Медаль «За боевые заслуги» (1944)

### Роли на сцене Театра музыкальной комедии (Ижевск)
- «На берегу Амура» М. И. Блантера — Костя
- «Свадьба в Малиновке» Б. А. Александрова — Яшка-артиллерист
- «Сильва» И. Кальмана — Бони
- «Марица» И. Кальмана — Коломан Зупан

## Фильмография

### Режиссёрские работы
- 1967 — Тысяча окон (совместно с А. В. Спешневым)
- 1968 — Годен к нестроевой
- 1971 — Офицеры
- 1973 — Юнга Северного флота
- 1975 — Горожане
- 1976 — Несовершеннолетние
- 1978 — Баламут
- 1980 — У матросов нет вопросов
- 1983 — Женатый холостяк

### Прочие работы
- 1953 — Джамбул (заместитель директора картины)
- 1954 — Анна на шее (директор картины)
- 1955 — Княжна Мери (директор картины)
- 1956 — За власть Советов (директор картины)
- 1957 — Екатерина Воронина (директор картины)
- 1958 — Иван Бровкин на целине (директор картины)
- 1960 — Рыжик (директор картины)
- 1962 — Здравствуйте, дети! (второй режиссёр)
- 1964 — Первый снег (второй режиссёр)
- 1965 — Приезжайте на Байкал (второй режиссёр)
- 1970 — Приключения жёлтого чемоданчика (второй режиссёр)
- 1978 — Ералаш (Выпуск № 25, сюжет «Близнецы»)